# Wim Gijsen
Wim Gijsen (* 20. August 1933 in Zwolle; † 30. Oktober 1990) war ein niederländischer Schriftsteller.

## Leben
Wim Gijsen war einer der erfolgreichsten niederländischen Autoren moderner Science Fiction und Fantasy-Literatur. Seit seiner Kindheit darauf bedacht, Schriftsteller zu werden, arbeitete er zunächst in verschiedenen Jobs für Verlage und war Mitherausgeber des Literaturmagazins Mastataf. Er arbeitete als Übersetzer und produzierte pädagogische Rundfunksendungen. Seine erste Geschichte konnte er 1953 verkaufen und so die ersehnte Karriere als Autor starten. Der Science Fiction wandte er sich erst 1980 zu.
Er schrieb davor bereits Prosa, Gedichte, Kinderbücher und verschiedene Werke über Meditation, Vegetarismus und Yoga, bevor er 1980 seinen ersten Science-Fiction Roman Die Ersten von Rissan veröffentlichte. Im Jahr darauf folgte der zweite Teil des Werkes unter dem Titel Die Könige der Vorzeit. Er schuf daneben auch einen weiteren Roman in zwei Teilen: Iskander der Traumdieb und Das Haus des Wolfs.
Gijsen schrieb daraufhin bis zu seinem Tod nur noch Fantasyromane, wobei jene der Deirdre-Trilogie heute die bekanntesten sind.
Ein oft wiederkehrendes Motiv seiner Romane ist ein ferner Planet, auf dem sich vor langer Zeit Menschen von der Erde niedergelassen haben, die über die Jahrhunderte ihre hochentwickelte Technologie vergaßen und in einer mittelalterlichen Gesellschaft leben, welche geprägt ist von Magie und Aberglauben.

## Bekannte Werke

### Der Rissan-Zyklus
- 1980: Die Ersten von Rissan, Originaltitel: De Eersten Van Rissan
- 1981: Die Könige der Vorzeit, Originaltitel: De Koningen Van Weleer

In Die Ersten von Rissan wird der Stadtstaat Lhissey von einer diktatorischen Priesterkaste regiert, die die gesamte Bevölkerung in 5 Kasten eingeteilt hat, die sie mit religiösen Vorschriften und strengen Verhaltensregeln kontrolliert. Die Bevölkerung der mittelalterlichen Stadt weiß nicht, dass die „Seher“ tatsächlich moderne Technologie einsetzen, um die Bevölkerung zu bespitzeln und daher verletzte Vorschriften sofort bestrafen können. Hirdan, der Sohn eines Handwerkers, trifft eines Tages auf einen Fremden und zeigt ihm flüchtig die Stadt, woraufhin der misstrauische Rat der Priester Hirdan zu einem Priesterschüler ernennt – und ihm damit eine höhere Kaste in Aussicht stellt – falls er den Fremden weiterhin trifft und dessen Absichten dem Rat mitteilt. Hirdan, der jedoch selbst ein Kastengegner ist, lehnt sich jedoch gegen die Priester auf und flieht aus Lhissey, zusammen mit dem Fremden, der sich als Archäologe nicht nur für die Kultur von Lhissey interessiert, sondern vor allem die alte Pyramide erforschen will, die bereits lange vor den ersten Menschen existiert haben muss. Der Fremde vertraut Hirdan an, dass er nicht nur von einem anderen Planeten kommt, sondern dass er sich vor allem für jene „Ersten von Rissan“ – auch genannt „Die Könige der Vorzeit“ – interessiert, die den Planeten bevölkert haben mussten, als die ersten Menschen hier eintrafen – und die nun jedoch spurlos verschwunden zu sein scheinen und lediglich in Legenden und Mythen der Menschen von Rissan noch zu finden sind.

### Der Traumdieb-Zyklus
- 1982: Iskander der Traumdieb, Originaltitel: Iskander de Dromendief
- 1983: Das Haus des Wolfs, Originaltitel: Het Huis van de Wolf

Iskander, ein mäßig begabter Magier, zieht durch das Inselreich Albe und hält sich mit kleineren Tricks über Wasser, mit denen er die abergläubischen Menschen in Erstaunen versetzt. Seine einzige wirkliche Gabe besteht darin, in die Träume anderer Menschen eindringen zu können und diese zu verändern. Eine Hohepriesterin wendet sich an ihn und bittet ihn, die seltsamen Träume des Thronfolgers des Inselreiches zu untersuchen, die sich als äußerst bedrohlich für die geistige Gesundheit des jungen Adeligen erweisen. Iskander merkt jedoch schnell, dass die Träume des Prinzen mehr sind als bloße Alpträume. Hinter allem scheint eine dunkle Macht zu stehen: Der Wolf, ein mächtiger Magier aus dem Westlichen Kontinent, der die Macht über das Inselreich Albe erlangen will. Nachdem der Wolf mit einer riesigen Flotte die heilige Insel Vale, das spirituelle Zentrum Albes, angreift, scheint die Zeit für einen Krieg gekommen zu sein. Iskander muss über sich hinauswachsen um sich dem übermächtigen Gegner stellen zu können.

### Die Deirdre-Trilogie
- 1985: Wendekreise 1. Teil der Deirdre-Trilogie, Originaltitel: Keerkringen.
- 1985: Die Sandrose. 2. Teil der Deirdre-Trilogie, Originaltitel: Bidahinne
- 1986: Im Reich der Zauberinnen 3. Teil der Deirdre-Trilogie, Originaltitel: Lure

In einer mittelalterlichen, von Männern beherrschten Welt, muss die aus ärmlichen Verhältnissen stammende junge Priesterin Deirdre lernen was es bedeutet, als Ausgestoßene leben zu müssen, nachdem sie – einer Vision des bevorstehenden Todes ihres Vaters folgend – ihr Kloster unerlaubterweise verlässt, um in das Dorf ihrer Geburt zurückzukehren.
Ihre Familie weist sie von sich und so sieht sie sich gezwungen, in der naheliegenden Hafenstadt Chelle als Hafenarbeiterin ihren Lebensunterhalt zu bestreiten. Durch ihre Klosterausbildung ist sie eine der wenigen Frauen, die lesen, schreiben und rechnen können, daher fällt es ihr nicht schwer mit der Unterstützung anderer armer Frauen eine eigene Handelsunternehmung zu gründen, die sich schnell als recht erfolgreich erweist. Dies ist den ansässigen Geschäftsleuten ein Dorn im Auge und man beginnt gegen die junge Frau zu intrigieren, bis sie sich nach einer Rebellion der Arbeiter vor Gericht wiederfindet und zu einem Leben als Tempelprostituierte verurteilt wird.
Nach einer Zeit der Erniedrigung wird sie jedoch von der Äbtissin eines weit jenseits des Lavendelmeeres gelegenen Wüstenklosters freigekauft, die in Deirdre die von Prophezeiungen angekündigte Bidahinne sieht – jene Frau, die den langersehnten Frieden mit dem weit entfernten und mittlerweile nur noch dem Wüstenkloster bekannten Reich Lure wiederherstellen wird, in dem mächtige Frauen regieren, deren Waffen gefährlicher sind als die der Männer von Deirdres bekannter Welt.
Eine abenteuerliche Reise beginnt für Deirdre und die Abgesandten des Klosters, über die Berge, zu einem geheimnisvollen Land, das seit Jahrtausenden kein Mensch mehr betreten hat …